# Nemzetségcsoport (rendszertan)
A nemzetségcsoport (latinul: tribus) a biológiai rendszertanban növények és gombák esetében a család (familia) és a nemzetség (genus) fő kategóriák között helyezkedik el.
Az állatoknál a tribusnak a magyar nyelvben nem nemzetségcsoport, hanem nemzetség a megfelelője, ami viszont a növényeknél és gombáknál a genus magyar megfelelője, a genus viszont az állatoknál magyarul a nemet jelenti.

## A nemzetségcsoport elhelyezkedése a növények és gombák rendszertani felosztásában
A fő kategóriákat félkövér, az alkategóriákat a normál betű jelöli:
- család (familia)
  - alcsalád (subfamilia)
    - alcsaládág (infrafamilia)
      - nemzetségcsoport (tribus)
        - alnemzetségcsoport (subtribus)
          - nemzetség (genus)

## Lásd még
- Növényrendszertan